# Gassman (Dakota del Sur)
Gassman es un territorio no organizado ubicado en el condado de Tripp en el estado estadounidense de Dakota del Sur. En el Censo de 2010 tenía una población de 21 habitantes y una densidad poblacional de 0,19 personas por km².

## Geografía
Gassman se encuentra ubicado en las coordenadas 43°42′55″N 99°40′59″O / 43.71528, -99.68306. Según la Oficina del Censo de los Estados Unidos, Gassman tiene una superficie total de 108.34 km², de la cual 107.15 km² corresponden a tierra firme y (1.1%) 1.19 km² es agua.

## Demografía
Según el censo de 2010, había 21 personas residiendo en Gassman. La densidad de población era de 0,19 hab./km². De los 21 habitantes, Gassman estaba compuesto por el 80.95% blancos, el 0% eran afroamericanos, el 19.05% eran amerindios, el 0% eran asiáticos, el 0% eran isleños del Pacífico, el 0% eran de otras razas y el 0% pertenecían a dos o más razas. Del total de la población el 4.76% eran hispanos o latinos de cualquier raza.